# Planta de Tractores de Minsk
La Planta de Tractores de Minsk (en bielorruso: Мінскі трактарны завод) es el mayor conglomerado industrial en Minsk, Bielorrusia. Forma parte de la asociación "Производственное объединение 'Минский тракторный завод'" (en bielorruso: ПО "МТЗ", PO MTZ), o Association Industrial "Planta de Tractores de Minsk". En adición a la planta de producción en Minsk, esta asociación incluye una cantidad de plantas que producen partes y herramientas para la producción de tractores y otros vehículos manufacturados por la Minskiy Traktorniy Zavod.

## Historia

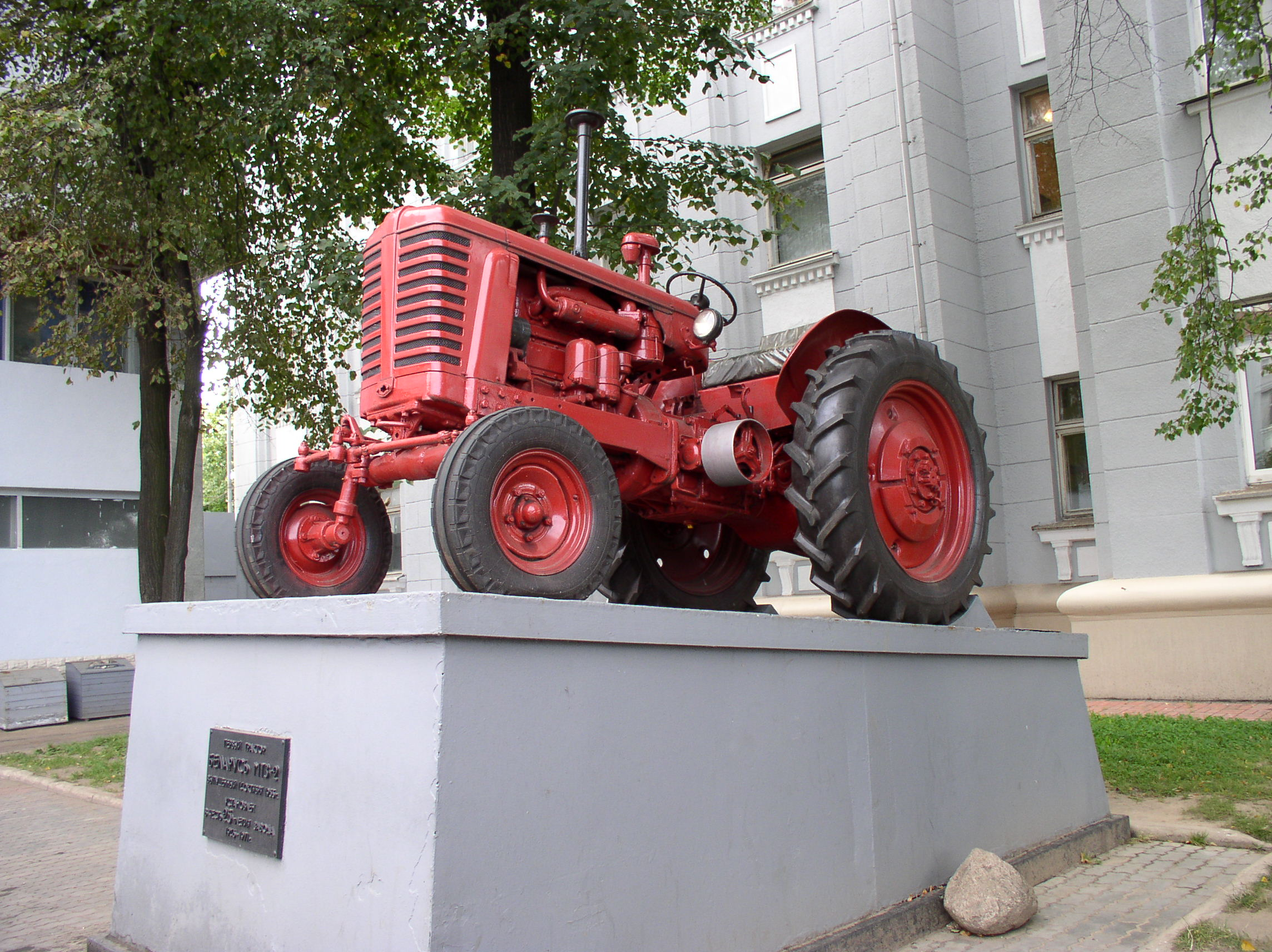
Un tractor Belarus MTZ-2 Mk.2.

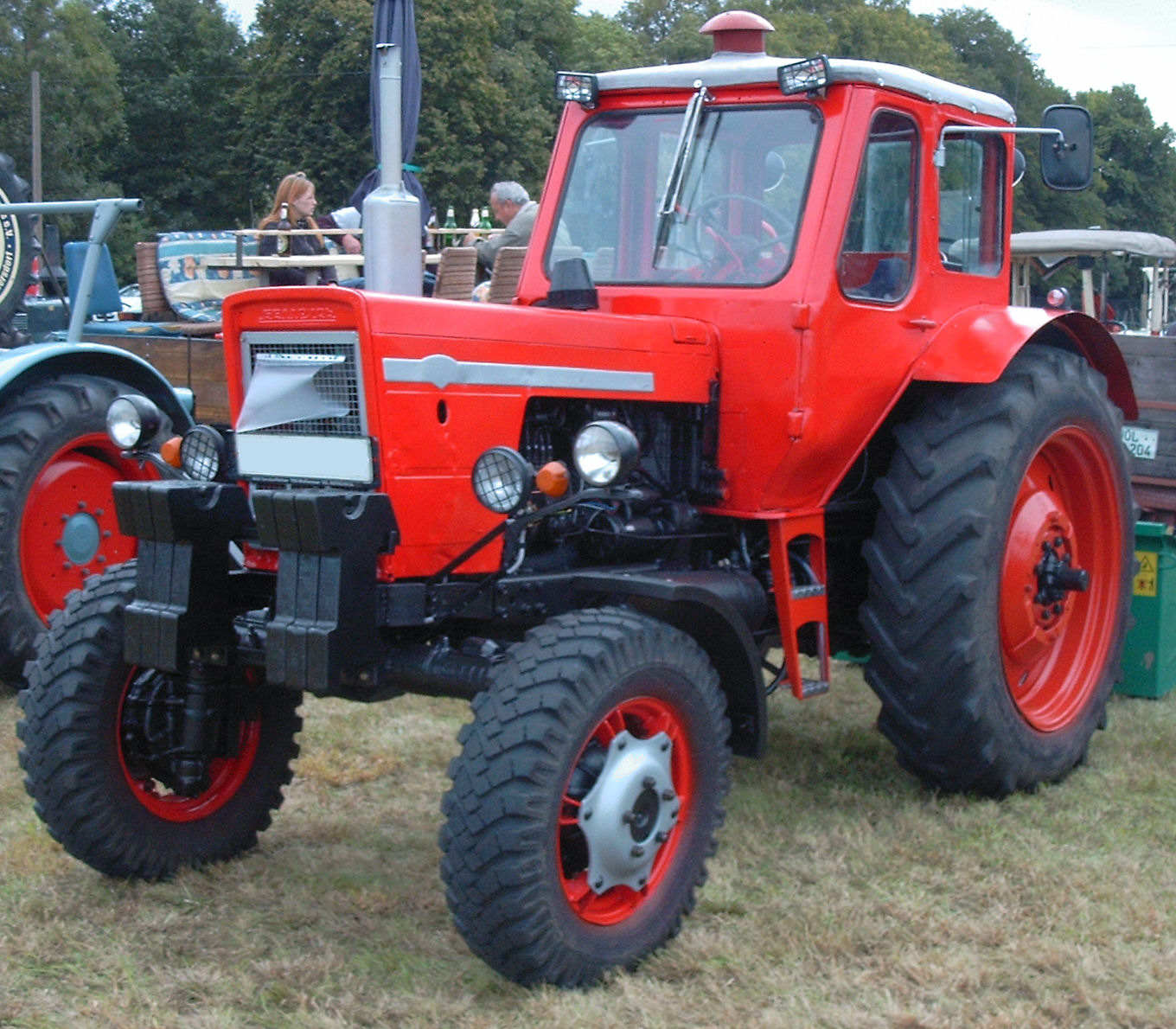
Un tractor MTS-52.

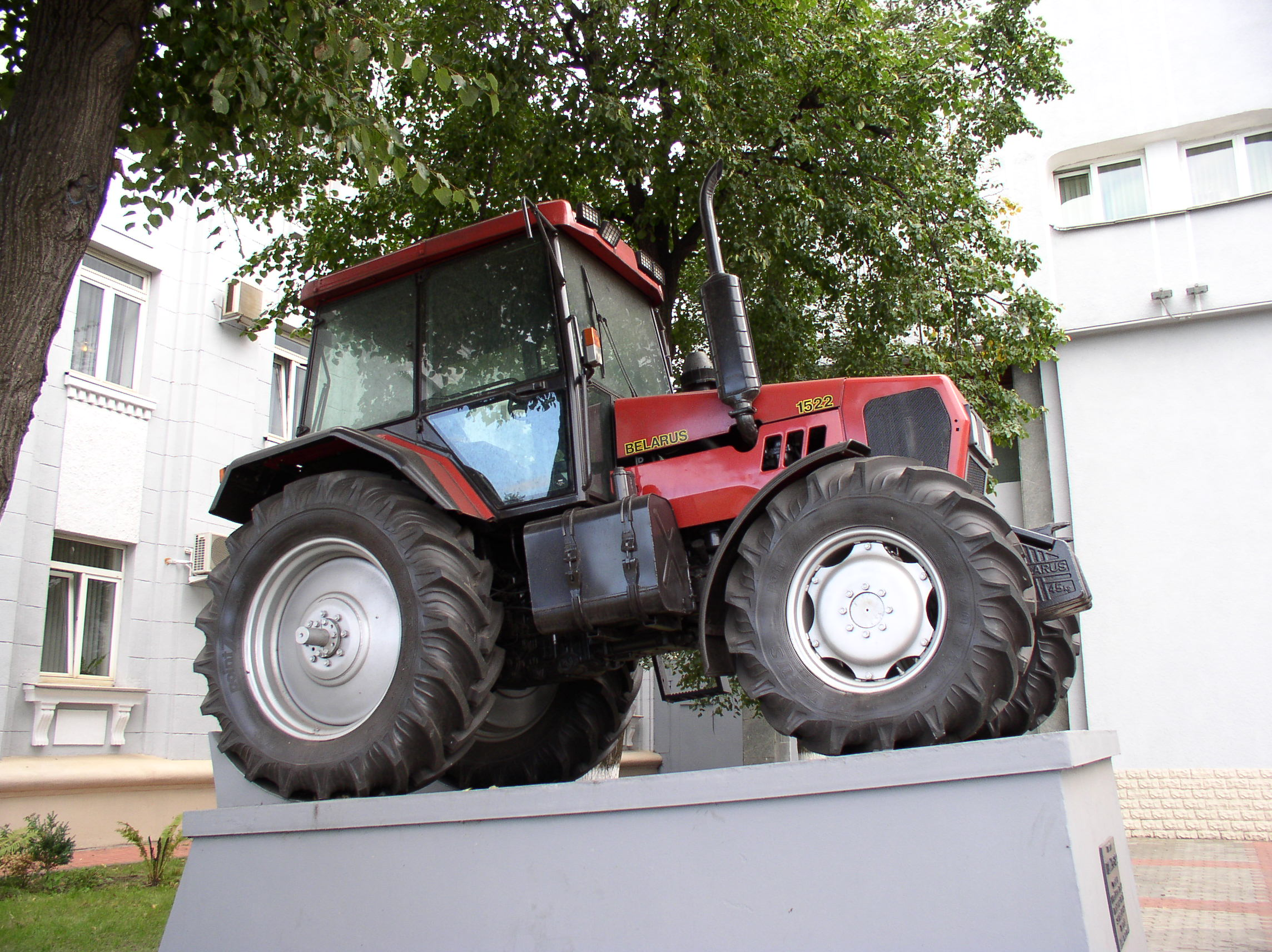
Un tractor Belarus-1522.

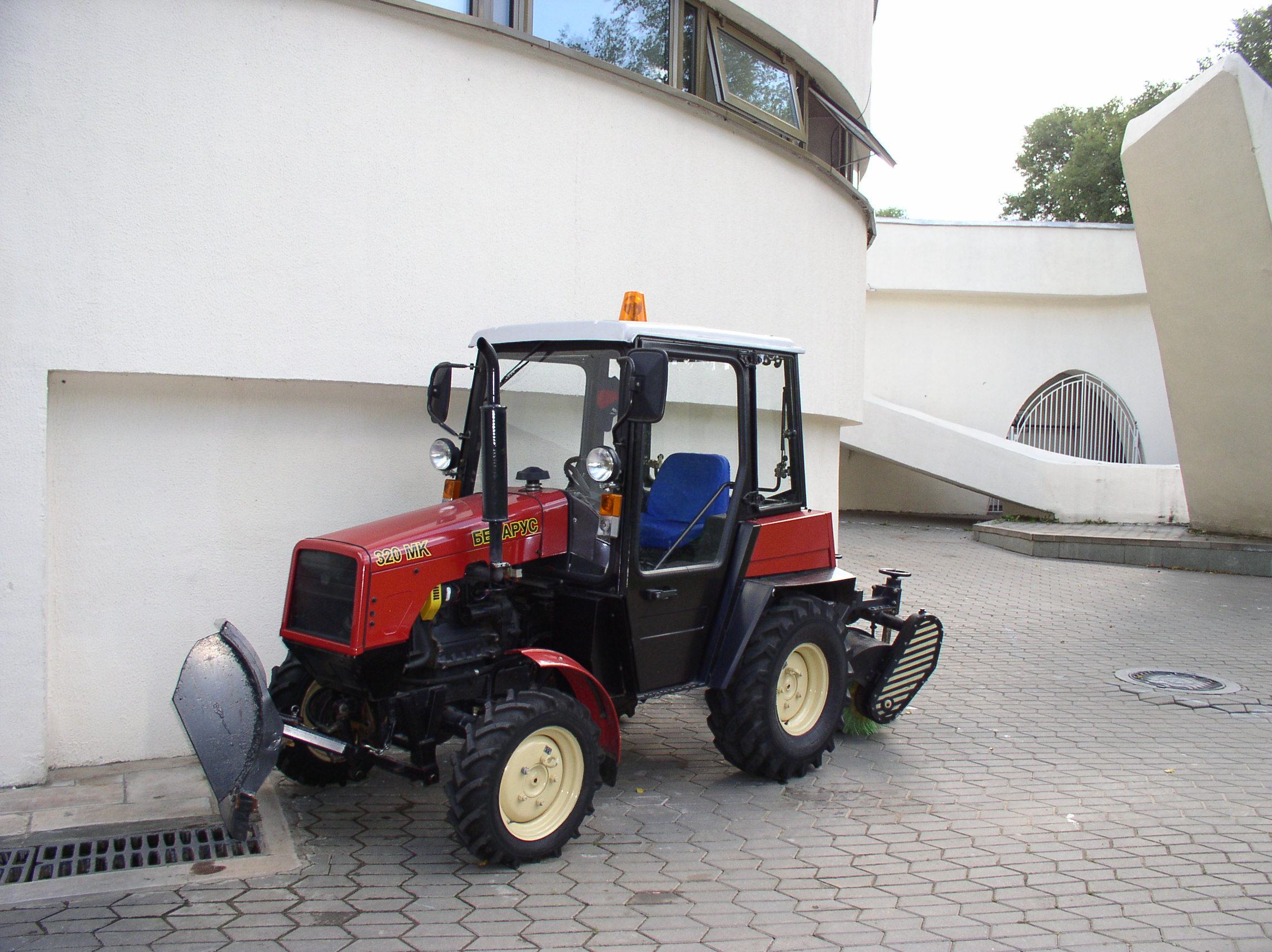
Un tractor Belarus-320 Mk.2.

Las instalaciones de la fábrica fueron establecidas en el mes de mayo, el 29 de mayo de 1946. El primer tractor, un modelo MTZ-2, sale de sus líneas de producción el 14 de octubre de 1953.
Para el año 2005, en sus instalaciones laboraban al menos 20,000 obreros. En esta planta se producen cerca de 62 modelos de vehículos. Su mayor producción civil es de tractores de cuatro ruedas del modelo "MTZ", conocidos por la marca Belarus. Para 1995 salieron de dicha planta un total de 3,000,000 de tractores. En 1999 un 58% de toda su producción de tractores tuvieron como destino las naciones de la CEI. Durante varios años la planta retuvo hasta un 8-10% de la participación del mercado de tractores sobre ruedas en el mundo.
Desde el año 2000, los tractores producidos en dicha planta para la exportación han sido certificados para su uso en la Unión Europea. Durante su operación en la era de la Unión Soviética, esta planta fue galardonada con las condecoraciones colectivas de la Orden de Lenin y la Orden de la Revolución de Octubre.
En 2022, la planta fue incluida en las listas de sanciones de Canadá y Ucrania.

## Plantas de producción asociadas

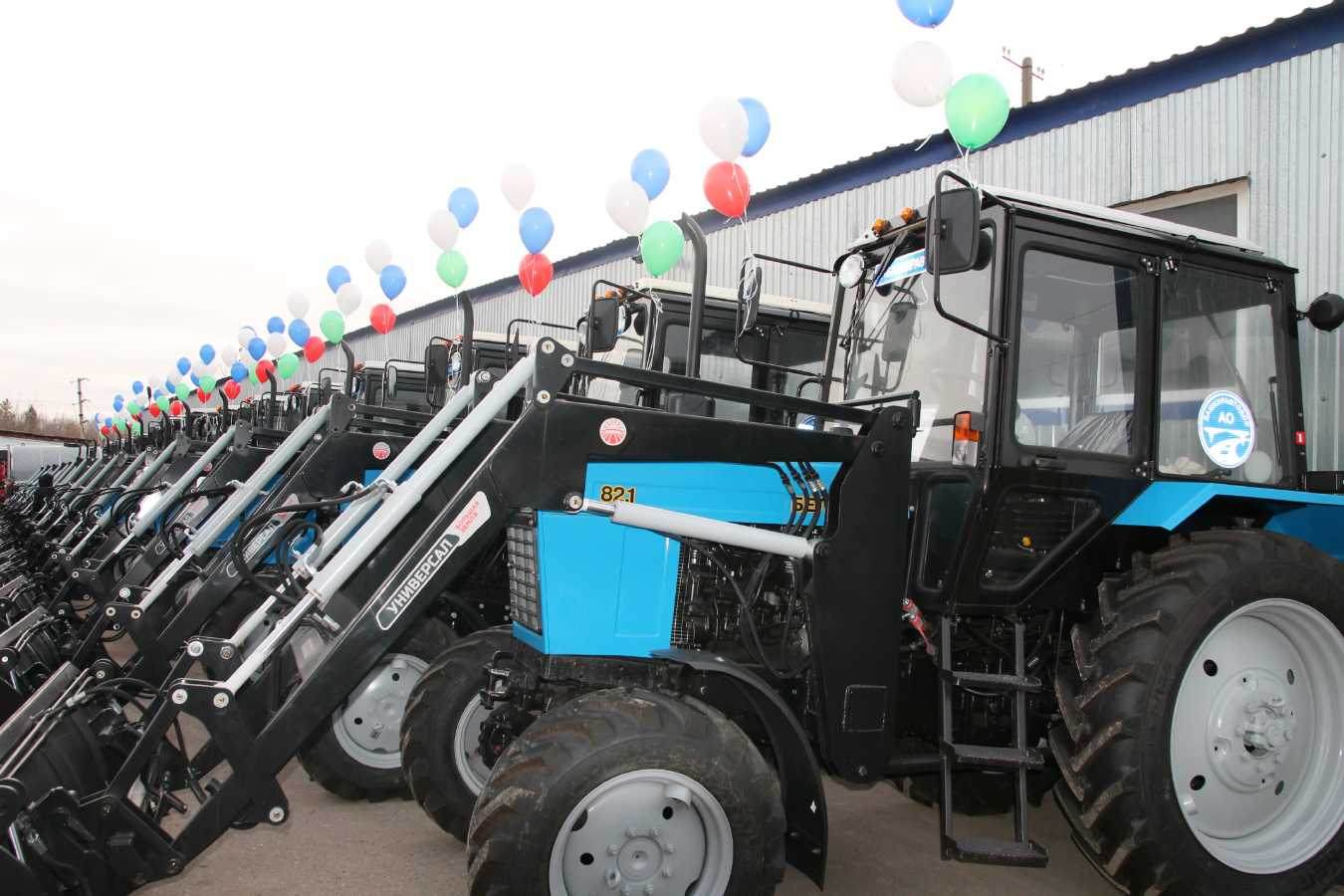
Tractor MTZ-82.1 con cargador frontal

- Галоўны завод МТЗ , Planta de producción principal MTZ en Minsk.
- Сморгоньский агрегатный завод, Planta de unidades mecánicas en Smarhon.
- Бобруйский завод тракторных деталей и агрегатов, Planta de producción de partes para tractores y unidades mecánicas en Babruysk
- Витебский завод тракторных запчастей, Planta de producción de partes para tractores en Vitsebsk.
- Минский завод специнструмента и технологической оснастки, Planta de producción de instrumentos y partes auxiliares en Minsk.
- Минский завод шестерён, Planta de unidades mecánicas y piñonería en Minsk.
- Лепельский электромеханический завод, Planta de unidades eléctricas y electromecánicas en Lepel.
- Смолевичский завод шестерён, Planta de producción de piñonerías en Smalyavichy.
- Гомельский завод «Гидропривод», Planta de mecanismos hidráulicos en Gomel.
- Завод гидроаппаратуры в г. Хойники, Planta de mecanismos hidráulicos en Khoyniki.
- Наровлянский завод гидроаппаратуры, Planta de mecanismos hidráulicos en Narowlya.
- Мозырский машиностроительный завод, Planta de ensamblajes mecánicos en Mazyr.

## Actualidad
En el 2007, la Planta de Tractores de Minsk había producido más de 55.000 tractores y maquinaria, un 10% en comparación con el año 2006.
En el 2005 la Planta de Tractores de Minsk produjo 42.158 tractores (excepto mini-tractores) -un aumento del 22% respecto al año 2004-, además unos 1688 tractores de la marca "Belarús" fueron exportados en conjuntos CKD desde la citada planta de tractores hacia la fábrica de automóviles Yelabuga y 20 se ensamblaron de forma experimental en la planta "Pavlodartraktor". Según lo informado, en el 2005, se produjeron unas 41.394 unidades, un 16,8% más que en el año 2004. Las cifras de producción entregas en el 2005 por la compañía de tractores Belarus fueron las siguientes:
- 6199 tractores (15%) suministrados al mercado interno,

- 35.195 tractores fueron exportados:
- 19.697 tractores (47,6%) fueron exportados a los países de la CEI
- 5606 tractores (13,5%) fueron exportados a la UE
- 9892 tractor (23,9%) se exportaron a otros países (de 28 países).

Fuera de Bielorrusia, la Planta de Tractores de Minsk vende más del 85% de los tractores producidos, entregándolos a más de 60 países. En comparación con 2004, las exportaciones en 2005 han cambiado de la siguiente manera:
- 35.195 tractores de todas exportadas (+13%)

- 11.936 en Rusia (-12,2%)
- 7761 en países de la CEI (5,9%)
- 15.498 en el resto del mundo (51,6%)

En comparación con 2003, las exportaciones en 2004 han cambiado de la siguiente manera:
- 31.143 tractores de todos exportado (44,6%)

- 13.587 en Rusia (+ 74,5%)
- 7330 en los otros países de la CEI (32,3%)
- 10.226 en el resto del mundo (24,7%)

Dentro de sus planes está el de elevar sus niveles de producción, de los 30.000 tractores actuales a unos 50.000 unidades, se prevé que sus facilidades en Tayikistán lleguen a fabricar hasta 1500 tractores en el 2017. En la Gəncə Avtomobil Zavodu de Azerbaiyán se prevé iniciar la fabricación total de tractores para el 2015.

## Patrocinio deportivo
La Planta de Tractores de Minsk es el patrocinador de la Liga Premier Bielorrusa de fútbol, y así mismo del equipo FC MTZ-RIPO (anteriormente conocido como el FC Traktor). Los partidos de dicha liga son jugados en el Estadio Traktor, localizado en las cercanías de la planta.